# 留萌テレビ中継局
留萌テレビ中継局（るもいテレビちゅうけいきょく）は、北海道留萌市礼受町の千望台にあるテレビ中継局。ここでは、NHK旭川放送局FMラジオ中継局とFMもえる、留萌南町中継局、幌糠中継局についても記載する。

## 留萌テレビ中継局

### 地上デジタルテレビ放送

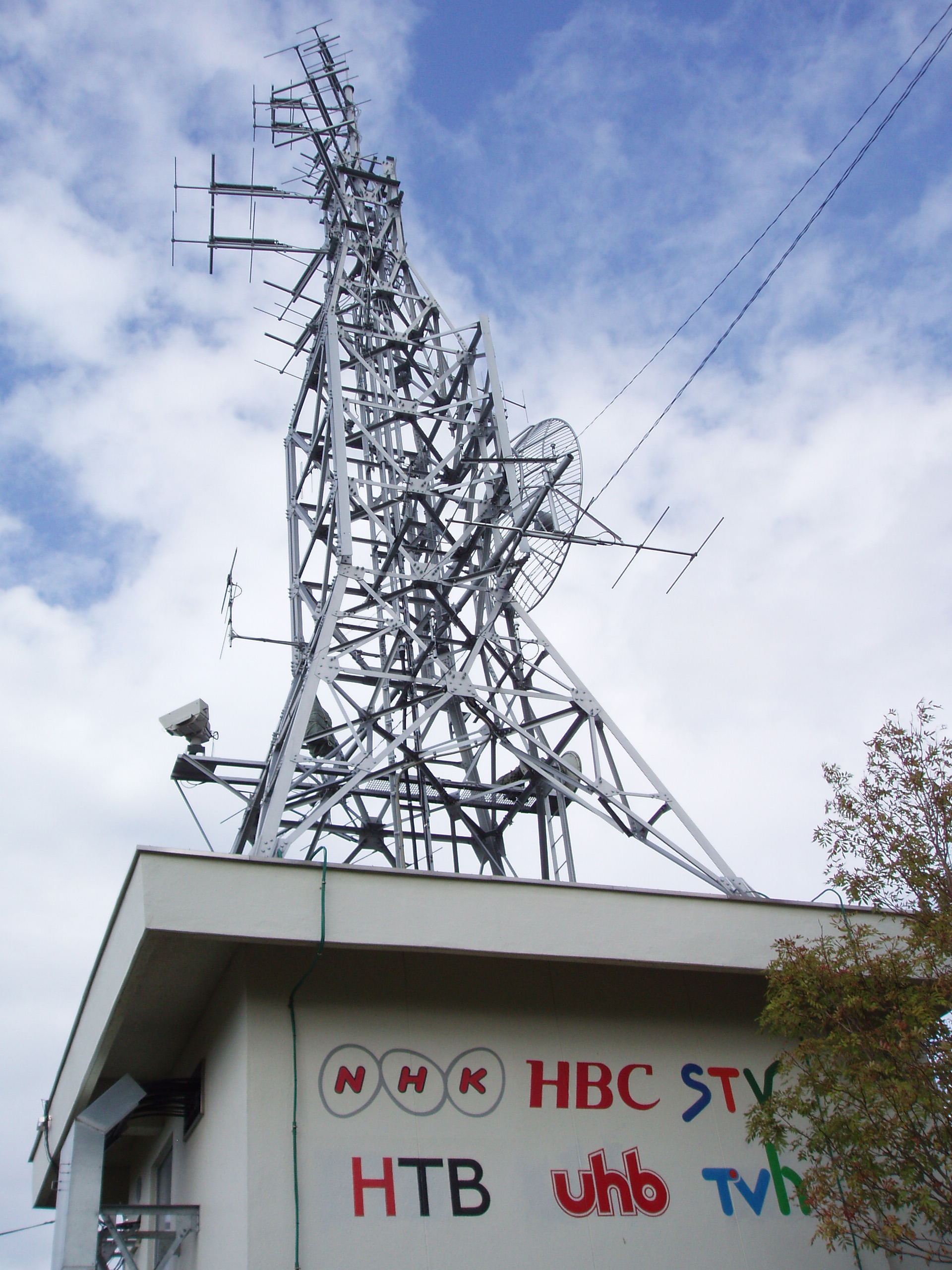
留萌中継局（局舎）

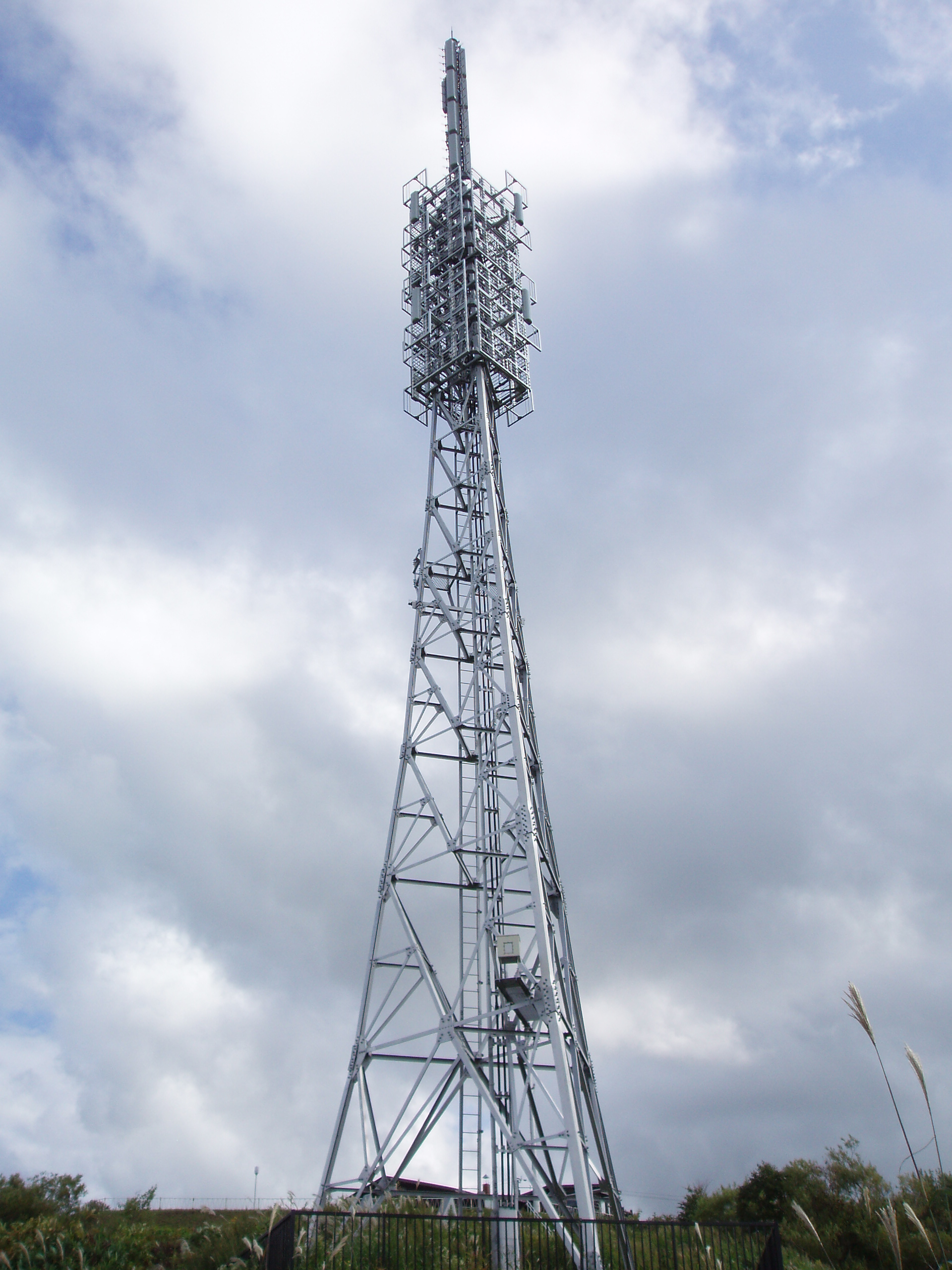
留萌中継局（送信アンテナ）

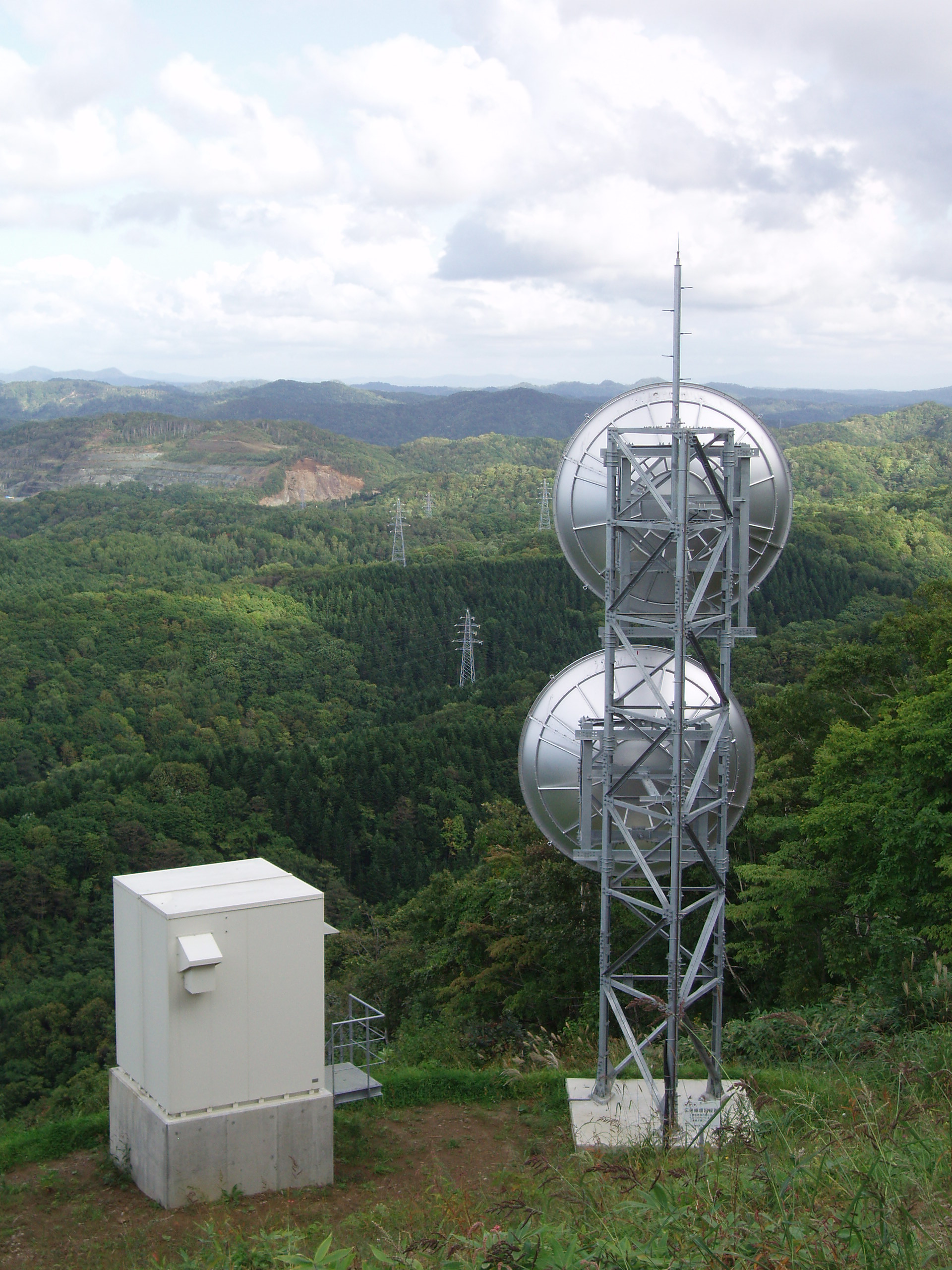
留萌中継局（受信アンテナ）

| ID | 放送局名             | 物理 チャンネル | 空中線 電力 | ERP | 偏波面   | 放送対象地域                         | 放送区域 内世帯数 | 開局日          |
| -- | -------------------- | --------------- | ----------- | --- | -------- | ------------------------------------ | ----------------- | --------------- |
| 1  | HBC 北海道放送       | 48              | 10W         | 93W | 水平偏波 | 北海道                               | 約14,000世帯      | 2008年 12月25日 |
| 2  | NHK 旭川教育         | 46              | 10W         | 89W | 水平偏波 | 全国                                 | 約14,000世帯      | 2008年 12月25日 |
| 3  | NHK 旭川総合         | 44              | 10W         | 91W | 水平偏波 | 道北圏 （上川・留萌・ 宗谷・北空知） | 約14,000世帯      | 2008年 12月25日 |
| 5  | STV 札幌テレビ放送   | 32              | 10W         | 93W | 水平偏波 | 北海道                               | 約14,000世帯      | 2008年 12月25日 |
| 6  | HTB 北海道テレビ放送 | 42              | 10W         | 93W | 水平偏波 | 北海道                               | 約14,000世帯      | 2008年 12月25日 |
| 7  | TVh テレビ北海道     | 30              | 10W         | 91W | 水平偏波 | 北海道                               | 約14,000世帯      | 2008年 12月25日 |
| 8  | UHB 北海道文化放送   | 34              | 10W         | 93W | 水平偏波 | 北海道                               | 約14,000世帯      | 2008年 12月25日 |

### 地上アナログテレビ放送
| チャンネル | 放送局名             | 空中線 電力       | ERP                 | 偏波面   | 放送対象地域                         | 放送区域 内世帯数 | 開局日          |
| ---------- | -------------------- | ----------------- | ------------------- | -------- | ------------------------------------ | ----------------- | --------------- |
| 2          | NHK 旭川教育         | 映像100W/ 音声25W | 映像240W/ 音声60W   | 水平偏波 | 全国                                 | 不明              | 1962年 12月25日 |
| 4          | NHK 旭川総合         | 映像100W/ 音声25W | 映像230W/ 音声57W   | 水平偏波 | 道北圏 （上川・留萌・ 宗谷・北空知） | 不明              | 1962年 12月25日 |
| 6          | STV 札幌テレビ放送   | 映像100W/ 音声25W | 映像260W/ 音声66W   | 水平偏波 | 北海道                               | 不明              | 1964年 10月1日  |
| 10         | HBC 北海道放送       | 映像100W/ 音声25W | 映像230W/ 音声57W   | 水平偏波 | 北海道                               | 不明              | 1963年 12月17日 |
| 36         | TVh テレビ北海道     | 映像100W/ 音声25W | 映像2.2kW/ 音声550W | 水平偏波 | 北海道                               | 不明              | 1995年 11月1日  |
| 38         | HTB 北海道テレビ放送 | 映像100W/ 音声25W | 映像2.2kW/ 音声550W | 水平偏波 | 北海道                               | 不明              | 1977年 9月1日   |
| 40         | UHB 北海道文化放送   | 映像100W/ 音声25W | 映像2.2kW/ 音声550W | 水平偏波 | 北海道                               | 不明              | 1977年 9月1日   |

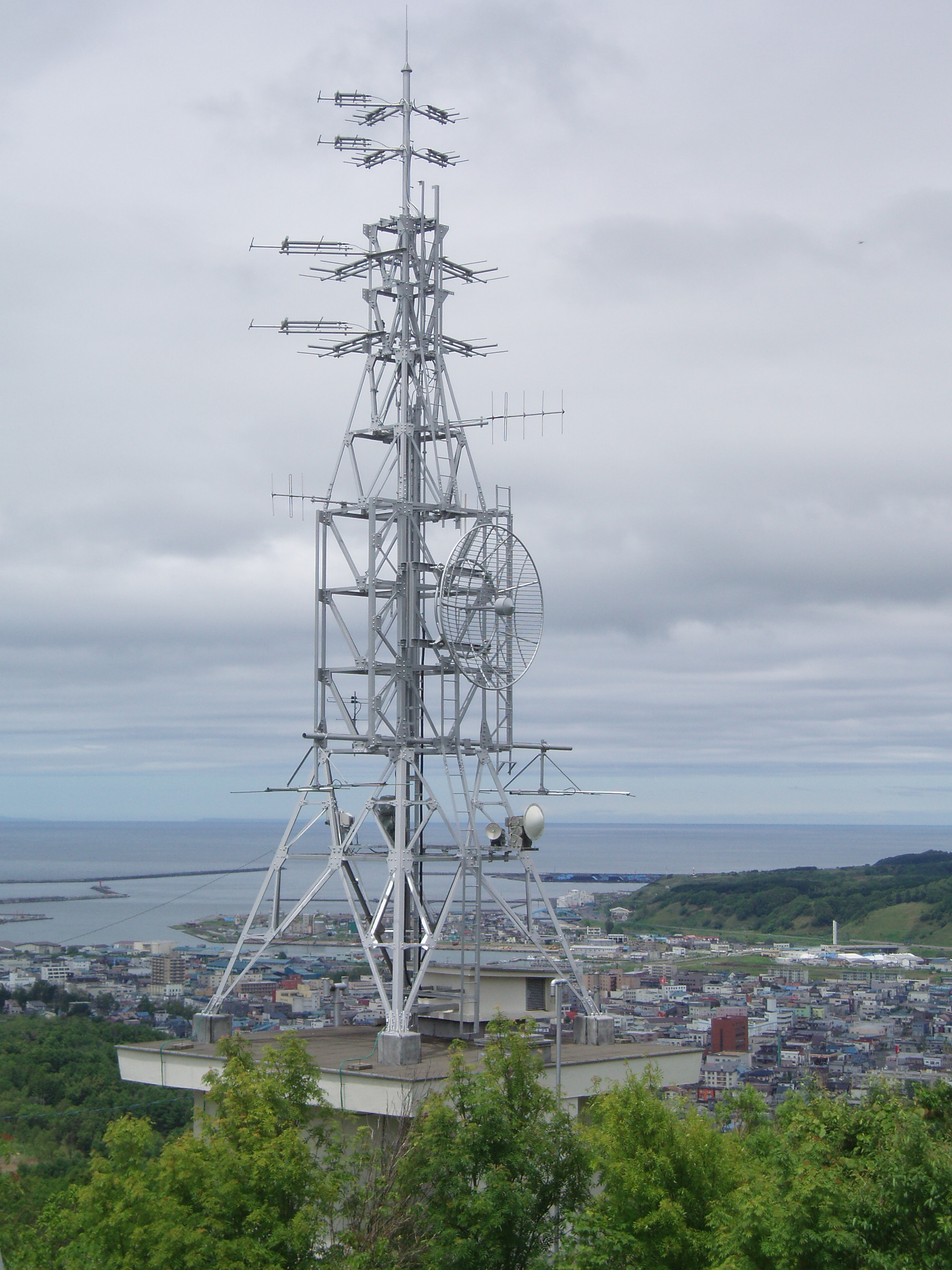
NHK
旭川放送局

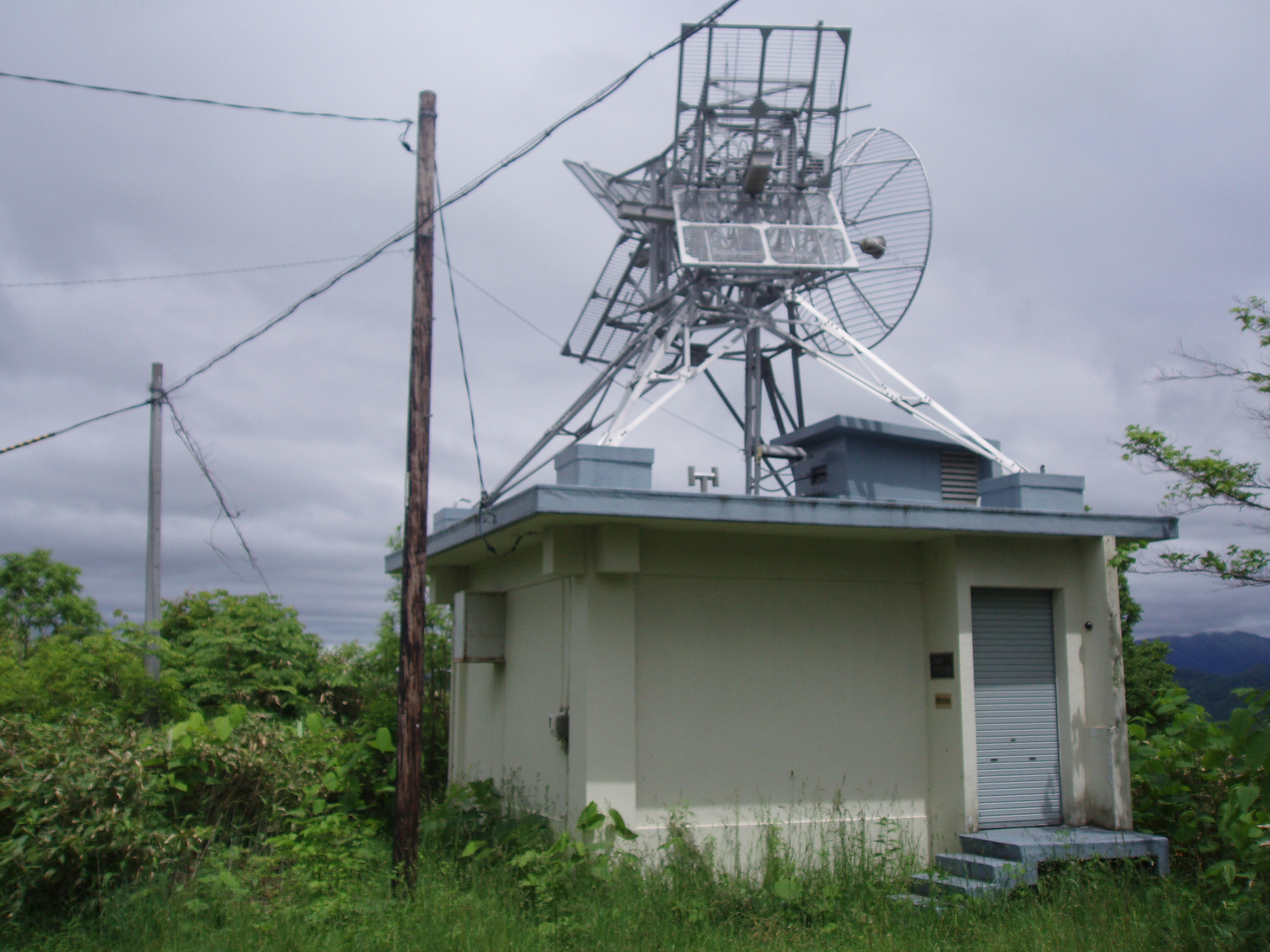
HBC

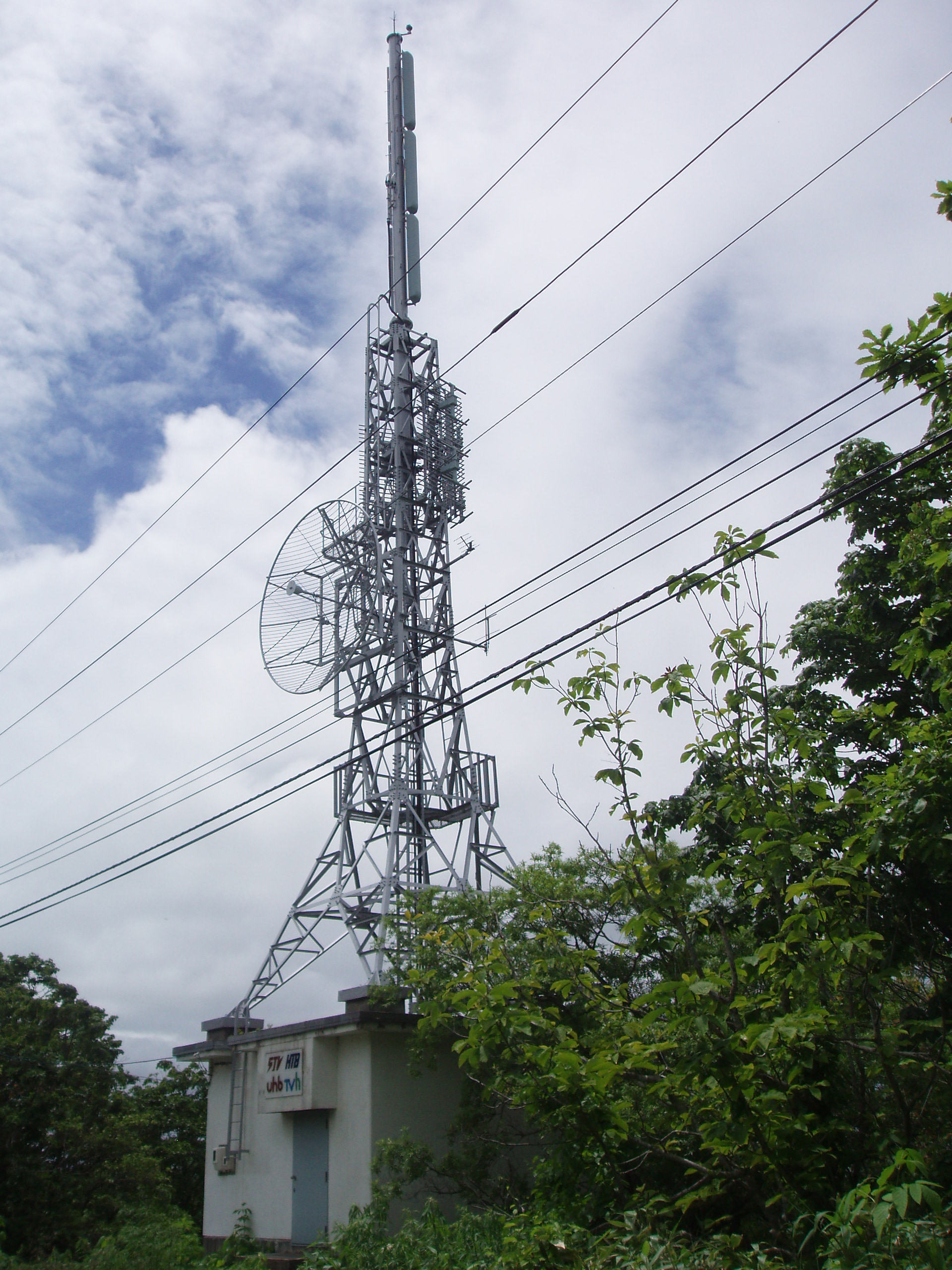
STV・HTB・UHB・TVh

- 留萌市は深川市の深川中継局からの放送波を中継する事が出来、また道北の旭川市や石狩振興局（石狩市）に近いことから、TVhの中継局がアナログ放送時代から留萌地区にも設置されているが、道北第2の都市・稚内市及び道北第3の都市・名寄市は中継局整備の費用の問題から、アナログ中継局は設置されていなかった。これらの中継局はデジタル新局として2014年10月30日に開局した。

### FMラジオ放送
| 周波数 （MHz） | 放送局名       | 呼出符号   | 空中線 電力 | ERP  | 放送対象地域                         | 放送区域 内世帯数 | 開局日                                |
| -------------- | -------------- | ---------- | ----------- | ---- | ------------------------------------ | ----------------- | ------------------------------------- |
| 76.9           | エフエムもえる | JOZZ1AR-FM | 20W         | 38W  | 留萌市                               | 約12,500世帯      | 2004年 10月24日                       |
| 84.8           | NHK 旭川FM     | （なし）   | 100W        | 160W | 道北圏 （上川・留萌・ 宗谷・北空知） | 不明              | 1967年 7月30日 （実用化試験局として） |

- AIR-G'、NORTH WAVEは当地に中継局を設置していない。

## 留萌南町中継局

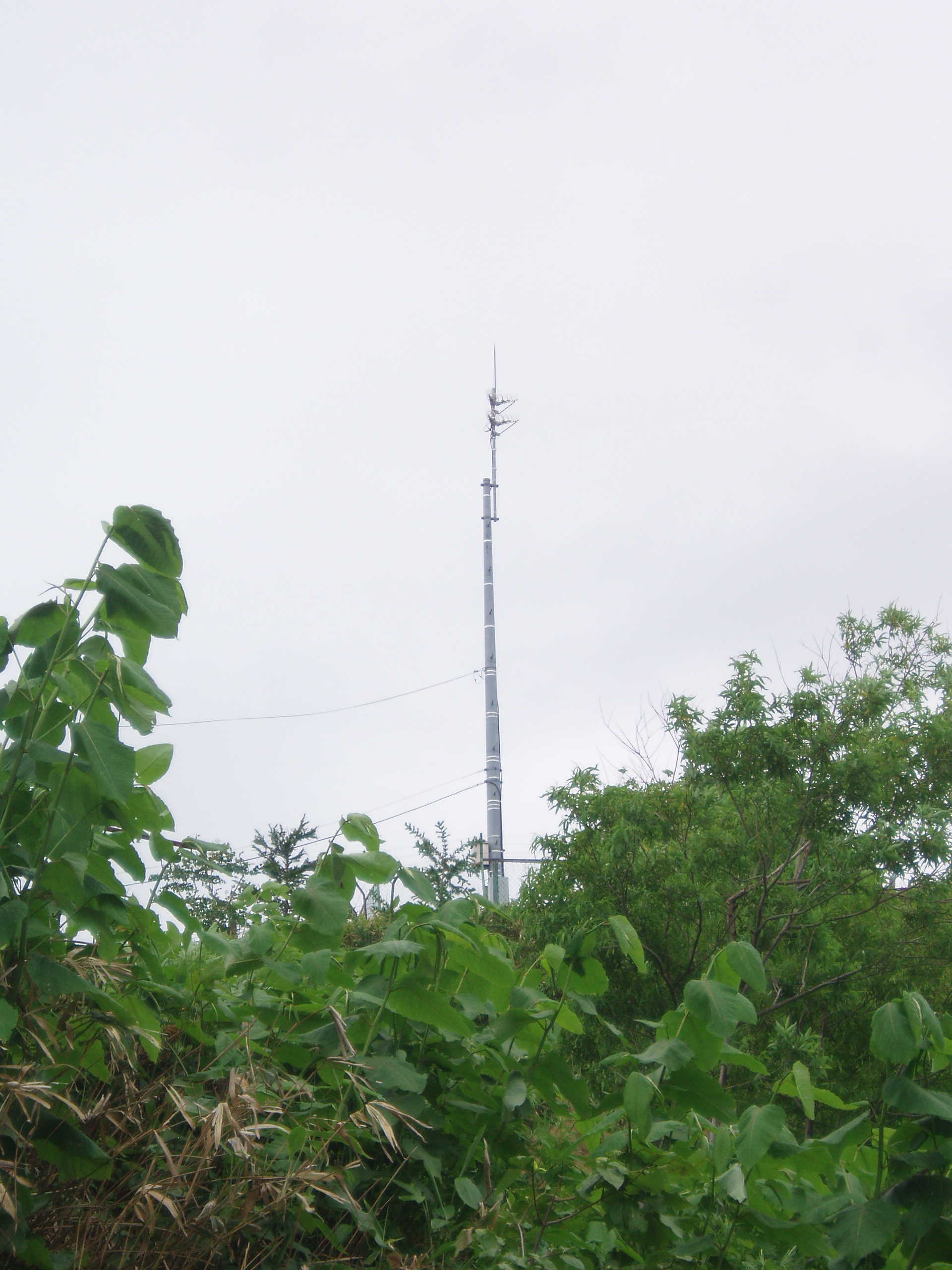
各局の送信設備

### 地上アナログテレビジョン放送送信設備
| チャンネル | 放送局名             | 空中線 電力         | ERP                  | 放送対象地域                         | 放送区域 内世帯数 | 開局日 |
| ---------- | -------------------- | ------------------- | -------------------- | ------------------------------------ | ----------------- | ------ |
| 50         | NHK 旭川教育         | 映像100mW/ 音声25mW | 映像480mW/ 音声120mW | 全国                                 | 530世帯           | 不明   |
| 52         | HTB 北海道テレビ放送 | 映像100mW/ 音声25mW | 映像480mW/ 音声120mW | 北海道                               | 530世帯           | 不明   |
| 54         | UHB 北海道文化放送   | 映像100mW/ 音声25mW | 映像480mW/ 音声120mW | 北海道                               | 530世帯           | 不明   |
| 56         | NHK 旭川総合         | 映像100mW/ 音声25mW | 映像480mW/ 音声120mW | 道北圏 （上川・留萌・ 宗谷・北空知） | 530世帯           | 不明   |
| 58         | HBC 北海道放送       | 映像100mW/ 音声25mW | 映像480mW/ 音声120mW | 北海道                               | 530世帯           | 不明   |
| 60         | STV 札幌テレビ放送   | 映像100mW/ 音声25mW | 映像480mW/ 音声120mW | 北海道                               | 530世帯           | 不明   |
| 62         | TVh テレビ北海道     | 映像100mW/ 音声25mW | 映像480mW/ 音声120mW | 北海道                               | 530世帯           | 1996年 |

## 幌糠中継局

### 地上アナログテレビジョン放送送信設備
| チャンネル | 放送局名     | 空中線 電力       | ERP               | 放送対象地域                         | 放送区域 内世帯数 | 開局日          |
| ---------- | ------------ | ----------------- | ----------------- | ------------------------------------ | ----------------- | --------------- |
| 45         | NHK 旭川教育 | 映像10W/ 音声2.5W | 映像110W/ 音声28W | 全国                                 | 不明              | 1967年 11月15日 |
| 48         | NHK 旭川総合 | 映像10W/ 音声2.5W | 映像110W/ 音声28W | 道北圏 （上川・留萌・ 宗谷・北空知） | 不明              | 1967年 11月15日 |

### FMラジオ放送
| 周波数 （MHz） | 放送局名       | 空中線 電力 | ERP | 放送対象地域 | 放送区域 内世帯数 | 開局日          |
| -------------- | -------------- | ----------- | --- | ------------ | ----------------- | --------------- |
| 76.9           | エフエムもえる | 4W          | 3W  | 留萌市       | 約200世帯         | 2006年 10月30日 |

- NHK旭川FM放送の中継局は設置されていないが、留萌中継局または深川中継局からの電波が受信可能である。

## その他

### 放送エリア
- テレビ・NHK旭川FM

留萌テレビ中継局 - 留萌市中心部と沿岸部。増毛町全域。小平町一部地域。
留萌南町中継局 - 留萌市南町とその周辺。
幌糠中継局 - 留萌市幌糠地区。
- FMもえる

原則として留萌南部（留萌市・増毛町・小平町）全域。

### 中継局施設について
- 留萌中継局 - アナログテレビ放送はNHK旭川放送局（FMも含む）・HBCは単独で、STV・HTB・UHB・TVhは共同使用。デジタルテレビ放送は既存のNHK旭川放送局の施設をそのまま使用して、全ての放送局が相乗りする形になった。FMもえるは単独使用である。
- 留萌南町中継局 - 共同使用。留萌市緑ヶ丘町にあるミニサテライト局で、留萌テレビ中継局の電波を受信して中継している。
- 幌糠中継局 - NHK旭川放送局、FMもえるとも単独。

### 地上デジタル放送
- 留萌テレビ中継局 - 全局とも2008年12月25日に開局した。
- 留萌南町中継局 - 非該当となっているため、2011年7月24日の停波をもって運用を終えた（留萌テレビ中継局でカバーできるため）。
- 幌糠中継局 - NHKのみ2010年に開局する予定だったが、当初から非該当の民放も含め、留萌テレビ中継局（または深川中継局）でカバーできることに加え、有線放送による共同受信でカバーされることから、置局不要となったため、2011年7月24日をもって廃止された。

### 受信元の中継局
- 留萌テレビ中継局 - NHKアナログ総合テレビは留萌幌糠中継局。その他のアナログテレビ各局とデジタルテレビ全局は深川中継局。
- 留萌南町中継局 - 留萌テレビ中継局。
- 幌糠中継局 - NHK総合テレビは旭川送信所。NHK教育テレビは深川中継局（アナログ放送。これは深川中継局の開局当初、アナログ総合テレビの管轄局が札幌放送局であったためである。教育テレビは元から旭川放送局の管轄である）。

### 他業種中継
北海道中央バス及び沿岸バス（羽幌町）の無線中継局も同一地域に設置されている。

## 反射板
中継局より北側約2キロの位置（陸上自衛隊マサリベツ演習場）内に反射板を設置し、大和田地区や藤山地区への放送を行っている。